# 伯尔讷韦桑
伯尔讷韦桑（法語：Beurnevésin，法語發音：[bœʁnəvezɛ̃]）是瑞士汝拉州的一个旧市镇。该市镇总面积为5.09平方千米，截至2018年12月31日总人口为123人。